# كلاوديو مونيوث يوريبا
كلاوديو مونيوث يوريبا (بالإسبانية: Claudio Muñoz Uribe)‏ (21 نوفمبر 1981 في تشيلي - ) هو مدرب كرة قدم ولاعب كرة قدم تشيلي في مركز الدفاع. لعب مع نادي بالستينو وهواتشيباتو وديبورتيس ميليبيلا وفيروفياريوس دي تشيلي ‏ وA.C. Barnechea ‏ ونادي كوبريسال ويونيون لا كاليرا.

## وصلات خارجية
- كلاوديو مونيوث يوريبا على موقع قاعدة بيانات كرة القدم.إي يو (الإنجليزية)
- كلاوديو مونيوث يوريبا على موقع Soccerway.com (الإنجليزية)
- كلاوديو مونيوث يوريبا على موقع AS.com (الإسبانية)